# Dahej
Dahej est un port indien situé dans le District de Bharuch, dans l'état du Gujarat. On y trouve notamment un terminal d'importation de gaz naturel liquéfié